# Токсук-Бей (Аляска)
Токсук-Бей (англ. Toksook Bay) — місто (англ. city) в США, в окрузі Бетел штату Аляска. Населення — 658 осіб (2020).

## Географія
Токсук-Бей розташований за координатами 60°31′44″ пн. ш. 165°6′21″ зх. д. / 60.52889° пн. ш. 165.10583° зх. д. (60.528960, -165.105836).  За даними Бюро перепису населення США в 2010 році місто мало площу 191,29 км², з яких 84,54 км² — суходіл та 106,75 км² — водойми.

## Демографія
Згідно з переписом 2010 року, у місті мешкало 590 осіб у 125 домогосподарствах у складі 109 родин. Густота населення становила 3 особи/км².  Було 135 помешкань (1/км²).
Расовий склад населення:
| - 92,0 % — корінних американців - 4,4 % — білих - 0,3 % — чорних або афроамериканців - 0,2 % — азіатів - 1,0 % — осіб інших рас |

До двох чи більше рас належало 2,0 %. Частка іспаномовних становила 1,0 % від усіх жителів.
За віковим діапазоном населення розподілялося таким чином: 43,2 % — особи молодші 18 років, 49,9 % — особи у віці 18—64 років, 6,9 % — особи у віці 65 років та старші. Медіана віку мешканця становила 21,1 року. На 100 осіб жіночої статі у місті припадало 114,5 чоловіків;  на 100 жінок у віці від 18 років та старших — 116,1 чоловіків також старших 18 років.
Середній дохід на одне домашнє господарство  становив 69 654 долари США (медіана — 64 000), а середній дохід на одну сім'ю — 70 576 доларів (медіана — 64 375). Медіана доходів становила 42 083 долари для чоловіків та 36 250 доларів для жінок. За межею бідності перебувало 14,6 % осіб, у тому числі 14,7 % дітей у віці до 18 років та 10,0 % осіб у віці 65 років та старших.
Цивільне працевлаштоване населення становило 191 особа. Основні галузі зайнятості: освіта, охорона здоров'я та соціальна допомога — 31,9 %, публічна адміністрація — 25,7 %, роздрібна торгівля — 14,7 %, мистецтво, розваги та відпочинок — 6,8 %.